# Іван XIV Калека
Іван XIV Калека (грец. ᾿Ιωάννης ὁ Καλέκας; 1283—1347) — константинопольський патріарх (1333—1347). Візантійський каноніст, письменник, ритор. Походив із Апроса, Фракія, із незнатного роду. Очолив Візантійську церкву завдяки патронату Івана Кантакузина. Брав участь у так званій «ісихастській суперечці», теологічній полеміці між Григорієм Паламою і Варлаамом Калабрійським. Негласно підтримував останнього, але на соборі 1341 року підтримав паламітів й засудив Варлаама. Після смерті імператора Андроніка III став членом регентської ради при малолітньому імператорі Іоанні V. Став противником свого колишнього патрона Івана Кантакузина, який розв'язав велику міжусобну війну (1341—1347). На новому соборі наполягав на засуджені паламітів, але програв їм: був скинутий з патріаршества і відправлений у заслання. Підтримував та тісно співпрацював із видатним візантійським богословом того часу Григорієм Акиндіном. Також — Іван Апроський (Aprenos), Іван XIV.

## Біографія

### Походження
Походив із не знатної родини, що жила у Фракії. Очевидно, у зв'язку із цим не зміг отримати класичної освіти, що включала в себе вивчення давньогрецької філософської та літературної спадщини. Частковий брак освіти, компенсувався неабиякими талантами, зокрема непересічними здатностями до запам'ятовування та добре поставленою риторикою. З оглядну на ці якості, він був помічений при константинопольському дворі, що стало, зрештою, причиною його поставлення у патріархи.

### Духовна діяльність
Стрімке просування Івана Калеки у ієрархії константинопольської церкви пов'язане з ініціативами Івана Кантакузина, що тоді, фактично, керував імперією. Певний час Калека був духівником Кантакузина і у 1334 році останній, за погодженням із Імператором Андроніком ІІІ, запропонував кандидатуру Калеки на патріарший престол. Початково його кандидатура отримала стиману реакцію єпископату, але згодом, Калека був поставлений на митрополита Фессалонікійського, що значно збільшило його вагу у середовищі духовенства. За припущенням історика церкви І. Меєндорфа, просування кандидатури Калеки, відбувалося з огляду на бажання обмежити зростаючий вплив кліру та монашества на державні та патріарші справи. Крім того, Калека як хороший юрист, відповідав обставинам реформи судочинства, в рамках якої паралельно до синодального суду, був створений «вселенський суд ромеїв», між якими не було чіткого розмежування повноважень. Близький до імператора патріарх сприяв би уникненню конфліктів, які могли виникнути на цьому ґрунті. Діяльність Івана XIV в царині юриспруденції характерна зваженістю та професіоналізмом, крім рутинних питань, розглядались також закони, що стосувались боротьби із магією, яка в той час ставала дуже популярною у Константинополі, а також процедур повернення до церкви тих її членів, які, внаслідок турецьких завоювань прийняли іслам.

### Участь у «ісихастських суперечках»
Іван XIV всіляко намагався уникнути та зменшити напругу у конфлікті, відомому як «ісихастські суперечки». У співпраці із богословом Акиндіном, пробував розробити таку богословську інтерпретацію, котра б задовільнила всі сторони. З одного боку, він підтримував правомірність ісихастських духовних практик, які були критиковані Варлаамом Калабрійський, а з іншого боку — намагався усунути із вжитку найбільш суперечливі положення богословської концепції Григорія Палами — головного речника ісихастської партії. Після того, як «ісихастські суперечки» наклались на громадянську війну, боротьба із паламістською доктриною, стала сприйматись як боротьба проти головного претендента на престол Івана Кантакузина, після перемоги якого патріарх був усунений від влади.

### Роль у громадянській війні (1341—1347)
Смерть Андроніка III у 1341 році, стала причиною боротьби за владу між різними партіями впливу. Іван XIV переселився до імператорського палацу у Влахерні, щоб стати опікуном малолітнього спадкоємця Івана V Палеолога. Це було сприйнято Кантакузином як ознака підготовки до державного перевороту. Однак, ймовірно, патріарх хотів убезпечити спадкоємця від участі Івана Ласкаріса, який будучи спадкоємцем престолу був у малолітньому віці осліплений Михаїл Палеологом, або просто став маріонеткою у інтригах різних претендентів. Після того, як у 1342 році, номінальний єрусалимський патріарх коронував у Адріанополі Кантакузина на імператора, Іван IV Калека коронував спадкоємця Івана V, що означало остаточний розрив із Кантакузином. Після перемоги останнього за допомогою турецьких найманців у громадянській війні Іван Калека був спочатку ув'язнений у монастирі св. Василія в Константинополі, а згодом, висланий на деякий час до Дідемотики; після повернення до столиці помер.

## Титул
З печатки:
- Іван, милістю Божою, архієпископ Константинополя — Нового Рима, і вселенський патріарх.